# 6584 Ludekpesek
6584 Ludekpesek (1984 FK) là một tiểu hành tinh vành đai chính được phát hiện ngày 31 tháng 3 năm 1984 bởi E. Bowell ở trạm Anderson Mesa thuộc Đài thiên văn Lowell.